# Государственный переворот на Мальдивах (2012)
Государственный переворот на Мальдивах — государственный переворот с участием полицейских на Мальдивах. В результате переворота президент Мальдив Мохамед Нашид досрочно подал в отставку.

## Предпосылки
30 декабря 2011 года, после выступлений местной радикальной партии, властями Мальдив были запрещены спа-центры. После этого в оппозицию перешли представители этого бизнеса.
В середине января президент Нашид приказал арестовать главу Уголовного суда страны Абдуллу Мохаммеда, которого он обвинил в исполнении распоряжений экс-президента Мальдив Момуна Абдула Гаюма. Вице-президент Союза наций Индийского океана, Верховный суд, Комиссия по правам человека, а также глава отдела по правам человека ООН призвали власти Мальдив освободить Мохаммеда.

## Ход событий
Утром 7 февраля 2012 года произошли столкновения между полицией, примкнувшей к оппозиции, и армией, которая осталась верна президенту. В результате столкновений пострадало трое человек.
МИД России выступил с советом не посещать столицу Мальдив — Мале.
После столкновений Нашид в эфире национального телевидения объявил о своей отставке. Нашид заявил, что всё произошедшее было спланированным государственным переворотом. По словам Нашида, 18 сотрудников полиции и офицеров армии, находившихся вместе с ним в Генеральном штабе вооруженных сил, пригрозили, что если он не объявит о своей отставке, они применят оружие. Нашид обратился к населению со следующими словами

Я не хочу сделать больно ни одному жителю Мальдив. Я чувствую, что моё дальнейшее пребывание на посту президента только ухудшит ситуацию в стране и приведёт к ещё большим проблемам. Могут пострадать люди. Поэтому лучшим выходом из ситуации я считаю свою отставку
8 февраля новый президент Мальдив Мохаммед Вахид Хассан пообещал провести запланированные президентские выборы в 2013 году, однако отказался от проведения досрочных выборов, как предлагал Нашид. Также было заявлено, что будет сформировано новое коалиционное правительство. В то же время Демократическая партия Мальдив, которая была лояльна Нашиду, обвинила оппозицию в совершении государственного переворота.
9 февраля Уголовный суд Мальдив выдал ордер на арест Мохамеда Нашида, а также министра обороны Мальдив.
10 февраля на Мальдивы прибыл посланник ООН, чтобы попытаться разрешить политический тупик, возникший в результате переворота.